# دونپورت (نبراسکا)
دونپرت(به انگلیسی: Davenport) شهری در ایالت نبراسکا کشور ایالات متحده آمریکا است که جمعیت آن در سرشماری سال ۲۰۱۰ میلادی، ۲۹۴ نفر بوده‌است.